# 1978.
◄ | 19. stoljeće | 20. stoljeće | 21. stoljeće | ►
◄ | 1940-ih | 1950-ih | 1960-ih | 1970-ih | 1980-ih | 1990-ih | 2000-ih | ►
◄◄ | ◄ | 1975. | 1976. | 1977. | 1978. | 1979. | 1980. | 1981. | ► | ►►
Arhitektura • Astronautika • Astronomija • Biologija • Film • Fotografija • Glazba • Kazalište • Kemija • Kiparstvo • Knjige • Književnost • Kršćanstvo • Meteorologija • Medicina • Planinarstvo • Politika • Pravo • Promet • Slikarstvo • Strip • Šport • Televizija • Znanost • Zrakoplovstvo • Željeznički promet

## Događaji
Godina trojice papa
- 1. siječnja - Održana je prva Novogodišnja utrka u Varaždinu.
- 25. srpnja – U Bristolu, u Velikoj Britaniji, rođena je Louise Brown, prvo dijete u svijetu začeto umjetnim načinom ("beba iz epruvete").
- 16. listopada – Za Papu izabran Karol Wojtyla, 254. Papa i prvi slavenski Papa te prvi ne-talijan nakon 456 godina.
- 16. rujna – U potresu koji je pogodio Iran poginulo je 25.000 ljudi.
- 17. rujna – U Camp Davidu su egipatski predsjednik Anwar al-Sadat i izraelski premijer Menahem Begin potpisali, uz posredovanje SAD, "Sporazum iz Camp Davida", kojim prestaje ratno stanje između dviju država.

## Rođenja

### Siječanj – ožujak
- 5. siječnja – January Jones, američka glumica
- 9. siječnja – Gennaro Gattuso, talijanski nogometaš
- 11. siječnja – Emile Heskey, engleski nogometaš
- 14. siječnja – Silvija Talaja, hrvatska tenisačica
- 18. siječnja – Ivana Kindl, hrvatska pjevačica
- 20. siječnja – Omar Sy, francuski glumac
- 27. siječnja – Dalibor Petko, hrvatski televizijski i radijski voditelj
- 28. siječnja – Gianluigi Buffon, talijanski nogometaš
- 28. siječnja – Jamie Carragher, engleski nogometaš
- 2. veljače – Bárbara Mori, urugvajska glumica
- 7. veljače – Ivan Leko, hrvatski nogometaš
- 7. veljače – Ashton Kutcher, američki glumac
- 16. veljače – Tia Hellebaut, belgijska atletičarka
- 27. veljače – Kakhaber Kaladze, gruzijski nogometaš
- 1. ožujka – Jensen Ackles, američki filmski i TV glumac
- 11. ožujka – Didier Drogba, bjelokošćanski nogometaš
- 18. ožujka – Brian Scalabrine, američki košarkaš
- 25. ožujka – Nikša Skelin, hrvatski veslač
- 29. ožujka – Igor Rakočević, srpski košarkaš
- 31. ožujka – Jérôme Rothen, francuski nogometaš
- 10. siječnja – Daniel Friberg, švedski poduzetnik, poslovni savjetnik, analitičar tržišta, politički aktivist, pisac i izlagač

### Travanj – lipanj
- 1. travnja – Özge Özder, turska glumica
- 9. travnja
  - Jorge Andrade, portugalski nogometaš
  - Vesna Pisarović, hrvatska pjevačica
- 15. travnja – Luis Fonsi, portorikanski pjevač
- 19. travnja – James Franco, američki glumac
- 26. travnja
  - Stana Katic, kanadska glumica hrvatskog porijekla
  - Saša Matić, srpski pjevač
- 29. travnja – Bob Bryan/Mike Bryan, američki tenisači
- 1. svibnja – James Badge Dale, američki glumac
- 11. svibnja – Perttu Päivö Kullervo Kivilaakso, finski violončelist član Apocalyptice
- 12. svibnja – Jason Biggs, američki glumac
- 18. svibnja – Ricardo Carvalho, portugalski nogometaš
- 22. svibnja – Katie Price, engleska starleta
- 7. lipnja – Anna Torv, australska glumica
- 9. lipnja – Miroslav Klose, njemački nogometaš
- 11. lipnja – Joshua Jackson, kanadsko-američki glumac
- 15. lipnja – Wilfred Bouma, nizozemski nogometaš
- 16. lipnja
  - Davor Čonkaš, hrvatski nogometaš
  - Daniel Brühl, njemački glumac
- 19. lipnja – Dirk Nowitzki, njemački košarkaš
- 19. lipnja – Zoe Saldana, američka glumica
- 20. lipnja – Frank Lampard, engleski nogometaš
- 24. lipnja
  - Juan Román Riquelme, argentinski nogometaš
  - Shunsuke Nakamura, japanski nogometaš
- 29. lipnja – Nicole Scherzinger, američka pjevačica

### Srpanj – rujan
- 2. srpnja – Owain Yeoman, velški glumac
- 4. srpnja – Becki Newton, američka glumica
- 12. srpnja
  - Topher Grace, američki glumac
  - Michelle Rodriguez, američka glumica
- 15. srpnja – Greg Sestero, američki glumac
- 16. srpnja – Ana Vilenica, hrvatska glumica
- 18. srpnja – Vladimir Tintor, srpski glumac
- 21. srpnja
  - Justin Bartha, američki glumac
  - Josh Hartnett, američki glumac
- 22. srpnja – A.J. Cook, američka glumica
- 3. kolovoza – Mariusz Jop, poljski nogometaš
- 14. kolovoza – Dora Fišter Toš, hrvatska glumica
- 15. kolovoza – Lilija Podkopajeva, ukrajinska gimnastičarka
- 30. kolovoza – Freeway, američki reper
- 7. kolovoza – Vanda Božić, hrvatska glumica
- 17. kolovoza – Jelena Karleuša, srpska pjevačica i bivša kolumnistica
- 22. kolovoza – James Corden, engleski glumac, producent i voditelj
- 23. kolovoza – Kobe Bryant, američki košarkaš († 2020.)
- 30. kolovoza – Swizz Beatz, američki hip-hoper i producent
- 12. rujna – Ben McKenzie, američki glumac
- 15. rujna – Eiður Guðjohnsen, islandski nogometaš
- 22. rujna – Harry Kewell, australski nogometaš

### Listopad – prosinac
- 3. listopada – Gerald Asamoah, njemački nogometaš
- 3. listopada – Claudio Pizarro, peruanski nogometaš
- 6. listopada – Nikša Butijer, hrvatski glumac
- 11. listopada – Trevor Donovan, američki glumac
- 14. listopada – Usher, američki glazbenik
- 15. listopada – Boško Balaban, hrvatski nogometaš
- 22. listopada – Alan Hržica, hrvatski glazbenik
- 22. listopada – Chaswe Nsofwa, zambijski nogometaš († 2007.)
- 27. listopada – Vanessa Mae, britanska violonistica
- 28. listopada – Gwendoline Christie, engleska glumica
- 30. listopada – Matthew Morrison, američki glumac i pjevač
- 1. studenoga – Selma Ergeç, njemačko-turska glumica
- 8. studenoga – Ali Karimi, iranski nogometaš
- 14. studenoga – Josh Duhamel, američki glumac
- 17. studenoga – Rachel McAdams, kanadska glumica
- 24. studenoga – Katherine Heigl, američka glumica
- 30. studenoga – Gael García Bernal, meksički glumac
- 1. prosinca – Stefan Kapičić, srpski glumac
- 2. prosinca – Nelly Furtado, portugalsko-kanadska pjevačica
- 8. prosinca – Ian Somerhalder, američki glumac
- 9. prosinca – Jesse Metcalfe, američki glumac
- 17. prosinca – Manny Pacquiao, filipinski boksač
- 18. prosinca – Katie Holmes, američka glumica
- 20. prosinca – Geremi, kamerunski nogometaš
- 20. prosinca – Jacqueline Saburido, venecuelanska aktivistica protiv vožnje u alkoholiziranom stanju
- 22. prosinca – Edo Maajka, bosanskohercegovački pjevač
- 24. prosinca – Yıldıray Baştürk, turski nogometaš
- 26. prosinca – John Legend, američki pjevač
- 30. prosinca – Tyrese Gibson, američki pjevač i glumac
- 31. prosinca – Romina Vitasović, hrvatska glumica

## Smrti

### Siječanj – ožujak
- 3. ožujka – Zvonko Milković, hrvatski pjesnik i putopisac (* 1888.)
- 12. ožujka – John Cazale, američki glumac (* 1935.)

### Travanj – lipanj
- 26. svibnja – Tamara Karsavina, ruska balerina (* 1885.)

### Srpanj – rujan
- 6. kolovoza – Pavao VI., papa (* 1897.)
- 15. kolovoza – Leo Lemešić, hrvatski nogometaš i sportski djelatnik (* 1908.)
- 22. kolovoza – Jomo Kenyatta, kenijski političar (* 1892.)
- 7. rujna – Grga Novak, hrvatski povjesničar i arheolog (* 1888.)
- 7. rujna – Keith Moon,bubnjar grupe The Who(*1946.)
- 19. rujna – Etienne Gilson, francuski filozof i povjesničar filozofije (* 1884.)
- 28. rujna – Ivan Pavao I., papa (* 1912.)

### Listopad – prosinac
- 31. listopada – Dragutin Novak, prvi hrvatski pilot (* 1892.)
- 4. studenoga – Alfred Albini, hrvatski arhitekt (* 1896.)
- 8. prosinca – Golda Meir, izraelska političarka (* 1898.)
- 10. prosinca – Edward D. Wood, američki redatelj, scenarist i glumac (* 1924.)

## Nobelova nagrada za 1978. godinu
- Fizika: Pjotr Kapiza, Arno Penzias i Robert Woodrow Wilson
- Kemija: Peter Dennis Mitchell
- Fiziologija i medicina: Werner Arber, Daniel Nathans i Hamilton O. Smith
- Književnost: Isaac Bashevis Singer
- Mir: Anwar el-Sadat i Menachem Begin
- Ekonomija: Herbert Simon

## Vanjske poveznice
|  | Zajednički poslužitelj ima još gradiva o temi 1978. |